# Levokúmskoie
Levokúmskoie (en rus: Левокумское) és un poble del krai de Stàvropol, a Rússia, que el 2019 tenia 9.602 habitants. És el centre administratiu del districte rural homònim.